# Stephania kerrii
Stephania kerrii är en tvåhjärtbladig växtart som beskrevs av William Grant Craib. Stephania kerrii ingår i släktet Stephania och familjen Menispermaceae. Inga underarter finns listade i Catalogue of Life.